# 荒木三郎 (実業家)
荒木 三郎（あらき さぶろう、1904年3月30日 - 1981年10月16日）は、日本の経営者である。呉羽化学工業(現在のクレハ)社長を務めた。兵庫県出身。

## 経歴・人物
1930年に京都帝国大学法学部を卒業し、同年5月に呉羽紡績に入社。1946年2月に呉羽化学工業常務に就任し、1948年2月に専務を経て、1949年3月に社長に就任。1973年11月に会長に就任。
1965年5月に藍綬褒章を受章し、1978年4月に勲二等旭日重光章を受章した。
1981年10月16日、脳血栓のために死去。77歳没。